# Arnaldur Indriðason
Arnaldur Indriðason (n. 28 ianuarie 1961, Reykjavík, Islanda) este un popular scriitor islandez de romane polițiste, majoritatea cărților sale avându-l ca personaj principal pe detectivul Erlendur Sveinsson.

## Educație
Arnaldur s-a născut la Reykjavík în 28 ianuarie 1961, fiind fiul scriitorului Indriði G. Þorsteinsson. El a obținut o licență în istorie la Universitatea Islandei (Háskóli Íslands) în 1996. A lucrat ca jurnalist la ziarul Morgunblaðið în perioada 1981-1982 și apoi ca liber profesionist. Între anii 1986 și 2001, a fost critic de film pentru Morgunblaðið.

## Cariera literară
Prima sa carte, Sons of Dust (Synir duftsins), publicată în 1997, a fost prima din seria cu detectivul Erlendur. În anul 2010, seria includea 11 romane. Arnaldur s-a dovedit a fi unul dintre cei mai populari scriitori din Islanda potrivit topurilor celor mai vândute cărți din ultimii ani. În anul 2004 șapte dintre cărțile sale s-au aflat printre cele mai populare 10 cărți împrumutate de la Biblioteca orașului Reykjavík . În 2006 romanul Mýrin (din seria Erlendur) a fost adaptat pentru un film, cunoscut pe plan internațional ca Jar City, de către regizorul islandez Baltasar Kormákur.
Cărțile lui Arnaldur au fost publicate în 26 de țări și traduse în cel puțin 20 de limbi, printre care catalană, cehă, chineză, croată, daneză, engleză, finlandeză, franceză, germană, greacă, italiană, maghiară, neerlandeză, norvegiană, poloneză, portugheză, română, rusă, spaniolă și suedeză.

## Premii
Arnaldur a primit Glass Key award, un premiu literar pentru cel mai bun roman polițist nordic, în 2002 și 2003. El a câștigat Premiul Gold Dagger al Crime Writers' Association în 2005 pentru romanul Silence of the Grave.

## Viață personală
El locuiește la Reykjavík cu soția și trei copii.

## Scrieri

### Seria Detectivul Erlendur
- Synir duftsins (Sons of Dust, 1997)
- Dauðarósir (Silent Kill, 1998)
- Mýrin (2000)
- Grafarþögn (Silence of the Grave, 2001)
- Röddin (Voices, 2003)
- Kleifarvatn (The Draining Lake, 2004)
- Vetrarborgin (Arctic Chill, 2005)
- Harðskafi (Hypothermia, 2007)
- Myrká (Outrage, 2008)
- Svörtuloft (2009)
- Furðustrandir (2010)

### Alte romane
- Napóleonsskjölin (Operation Napoleon, 1999)
- Bettý (2003)
- Konungsbók (The King's Book, 2006)

### Alte scrieri
- Leyndardómar Reykjavíkur 2000 (un capitol; 2000)
- Reykjavík-Rotterdam (coautor de scenariu, 2008)